# Semiothisa apicepallens
Semiothisa apicepallens är en fjärilsart som beskrevs av W. Warren 1905. Semiothisa apicepallens ingår i släktet Semiothisa och familjen mätare. Inga underarter finns listade i Catalogue of Life.